# DN74
De DN74 (Drum Național 74 of Nationale weg 74) is een weg in Roemenië. Hij loopt van Brad via Abrud en Zlatna naar Alba Iulia. De weg is 105 kilometer lang.